# Alpinia carolinensis
Alpinia carolinensis är en enhjärtbladig växtart som beskrevs av Gen-Iti Koidzumi. Alpinia carolinensis ingår i släktet Alpinia och familjen Zingiberaceae. Inga underarter finns listade i Catalogue of Life.